# Північний Самар
Північний Самар (вар.: Amihanan nga Samar; себ.: Amihanang Samar; філ.: Hilagang Samar) — провінція Філіппін, розташована в регіоні Східні Вісаї на острові Самар. Адміністративний центр — місто Катарман. На півдні межує з провінціями Самар та Східний Самар.
Площа провінції становить 3 692,93 км2. Населення провінції Північний Самар згідно перепису 2015 року становило 632 379 осіб. Близько 80% населення є католиками. Решта населення належить до різних християнських течій. Є невелика кількість мусульман.